# Tina Weymouth

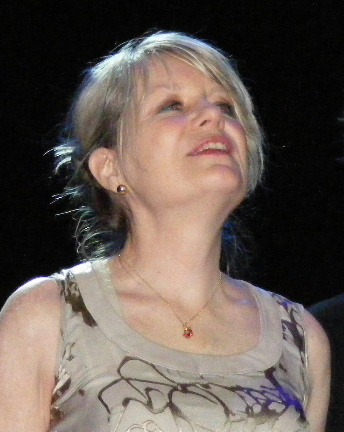
Weymouth en el Festival SXSW en los Austin Music Awards, 2010.

Martina Michèl "Tina" Weymouth (Coronado, California; 22 de noviembre de 1950) es una bajista estadounidense, más conocida por su papel como fundadora y bajista de la banda de new wave Talking Heads y su proyecto paralelo Tom Tom Club (banda que cofundó junto a su marido y baterista de Talking Heads, Chris Frantz).

## Biografía

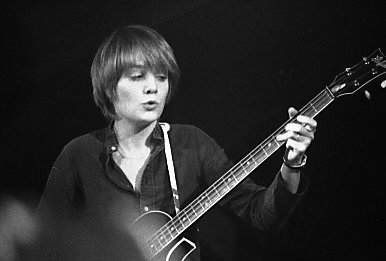
Weymouth en Toronto, Canadá, el 13 de mayo de 1978.

Nacida en Coronado, California, Weymouth es hija de Laura Bouchage y el vicealmirante de la Marina de los EE. UU. Ralph Weymouth. Tiene siete hermanos, entre ellos Lani y Laura Weymouth, que son colaboradores de la banda de Weymouth Tom Tom Club, y el arquitecto Yann Weymouth, el diseñador del Museo Salvador Dalí. Weymouth es de ascendencia francesa por parte de su madre (es bisnieta de Anatole Le Braz, un escritor bretón).
Antes de su carrera musical había sido porrista en la escuela secundaria. Se unió a Talking Heads a petición de su entonces novio, Chris Frantz.
Como músico, combina líneas de bajo minimalistas art-punk (al estilo de bandas como Wire y Pere Ubu) con riffs bailables y funk-flexionado, lo que proporciona a Talking Heads una base de sonido característico. Su estilo es bastante sincopado (semejante al reggae/funk), mezclando notas fundamentales bajas con florituras más altas en ritmos entrecortados (pulsos).

## Talking Heads
Siendo estudiante en la Escuela de Diseño de Rhode Island, conoció a Chris Frantz y David Byrne, quienes formaron una banda llamada Artistics. Se convirtió en la novia de Frantz y era la encargada de conducir. Después de graduarse, los tres se mudaron a la ciudad de Nueva York. Como Byrne y Frantz no pudieron encontrar un bajista adecuado, se unió a ellos a pedido de este último y comenzó a aprender y tocar el instrumento.
Como bajista, combinó las líneas de bajo minimalistas art-punk de grupos como Wire y Pere Ubu con riffs bailables con inflexiones de funk para proporcionar la base del sonido característico de Talking Heads.

## Otros proyectos musicales
Los miembros de Compass Point All Stars, Weymouth y Frantz, formaron el Tom Tom Club en 1980, lo que los mantuvo ocupados durante una pausa bastante larga en la actividad de Talking Heads. Cuando se hizo evidente que el líder de Talking Heads, David Byrne, no tenía interés en otro álbum de Talking Heads, Weymouth, Frantz y Jerry Harrison se reunieron sin él para un solo álbum llamado No Talking, Just Head bajo el nombre "The Heads" en 1996, con un elenco rotativo de vocalistas. Weymouth ha criticado a Byrne, describiéndolo como "un hombre incapaz de devolver la amistad".
Coprodujo el álbum Yes Please! De Happy Mondays en 1992, y ha contribuido con coros y percusión para la banda virtual de rock alternativo Gorillaz en su tema "19-2000".
Weymouth fue juez de la segunda edición anual de los Independent Music Awards para apoyar las carreras de artistas independientes. Colaboró con Chicks on Speed en su versión de Wordy Rappinghood del Tom Tom Club para su álbum 99 Cents en 2003 junto con otras músicas como Miss Kittin, Kevin Blechdom, Le Tigre y Nicola Kuperus de Adult. Wordy Rappinghood se convirtió en un éxito discreto en Europa, alcanzando el número dos en el Top 40 holandés, el número cinco en el Belgian Dance Chart, y el número siete en el UK Singles Chart.